# Hieracium arolae
Hieracium arolae, vrsta je runjike, trajnice iz porodice glavočika raširena po nekoliko zemalja Europe. Ime vrste dolazi po Arolae Mons, danas Arlberg, planinski masiv između Vorarlberga i Tirola u Austriji, područje prvih nalaza.
Postoji nekoliko podvrsta. Opisana je 1921.

## Podvrste
- Hieracium arolae subsp. arolae; Švicarska, Austrija, Italija
- Hieracium arolae subsp. aquaenovae Coquoz & Zahn; Francuska
- Hieracium arolae subsp. caflischianum (Zahn) comb.ined.; Njemačka (Bavarska)
- Hieracium arolae subsp. feursteinii Zahn; Lihtenštajn
- Hieracium arolae subsp. luteopallens Zahn; Rumunjska
- Hieracium arolae subsp. macrocalathium Zahn; Austrija, Italija
- Hieracium arolae subsp. rhoeadifolioides Hayek & Zahn